# Bellubbi, Bijapur
Bellubbi là một làng thuộc tehsil Bijapur, huyện Bijapur, bang Karnataka, Ấn Độ.